# Duplex A86

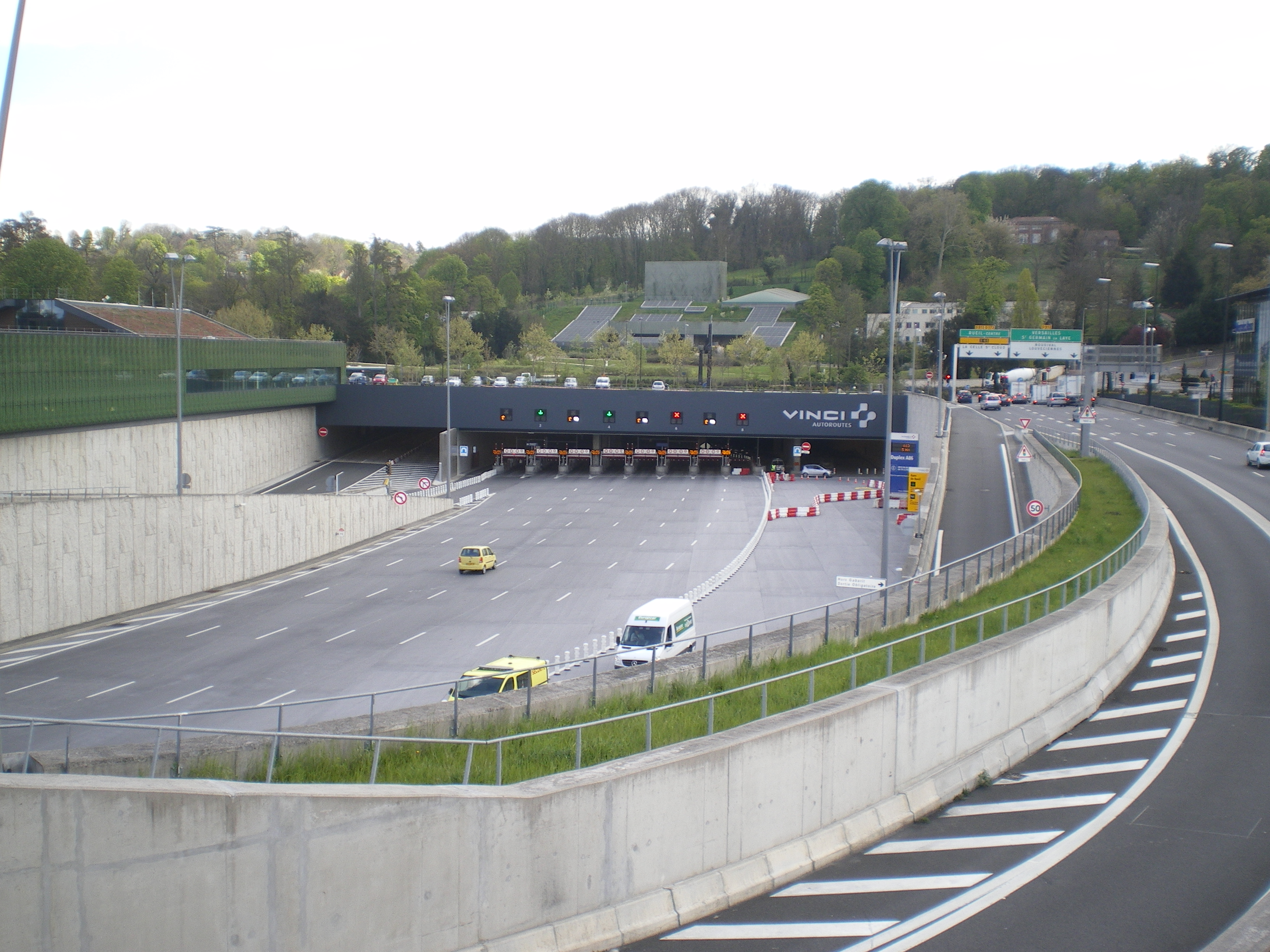
Tunnelingang met tolhekken bij Rueil-Malmaison

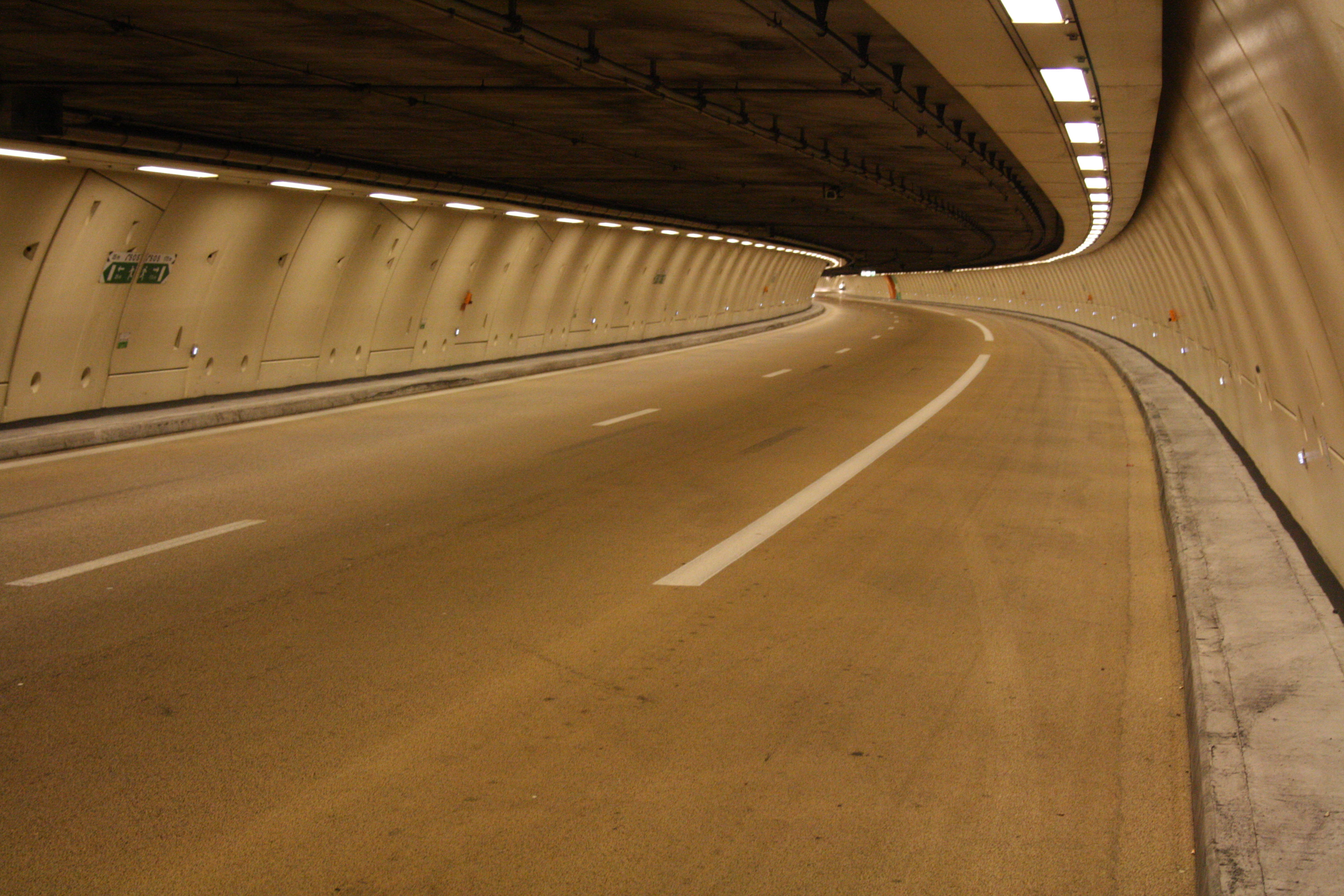
2011

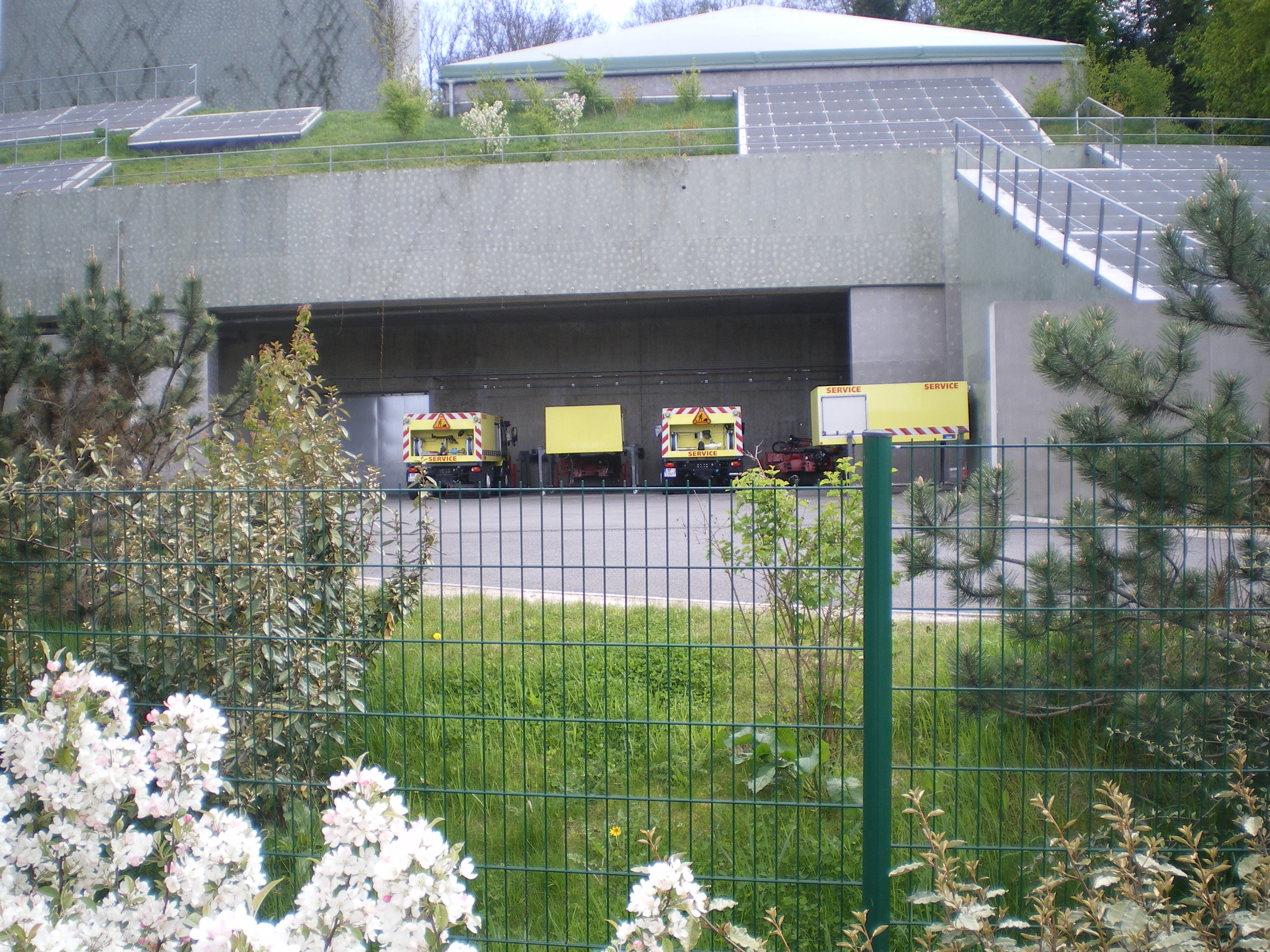
Voertuigen voor calamiteiten

Duplex A86 is een geboorde tunnel van 10 km voor personenauto's ten westen van Parijs die deel uitmaakt van de tweede ringweg rond de stad, de A86/Super-périphérique parisien. Het traject loopt van de voorstad Rueil-Malmaison naar Vélizy-Villacoublay. Vélizy-Villacoublay ligt ten oosten van Versailles. Het ondertunnelde gebied is vooral stedelijk gebied, al liggen er enkele parken boven Duplex A86. Het is de langste tunnel, die geheel in Frankrijk ligt.
Het project werd in 1988 aangenomen. De eerste gedeeltelijke openstelling was in 2009 en het hele traject werd in 2011 in gebruik genomen. De tunnel was de laatste ontbrekende schakel van de ring. Het Franse bedrijf Cofiroute heeft de tunnelbouw gefinancierd en mag in ruil daarvoor tot in 2086 tol heffen. De tol varieert sterk en is afhankelijk van onder meer het tijdstip en de weekdag.
De naam geeft aan dat Duplex A86 uit twee niveaus bestaat, een voor elke rijrichting. 
Alleen personenauto's mogen van de tunnel gebruikmaken. Motorrijders en personenauto's die alleen op lpg kunnen rijden mogen niet door de tunnel. De beide niveaus bestaan uit twee rijstroken en een vluchtstrook. De hoogte van de beide niveaus is 2,54 m, maar er wordt een doorrijhoogte van 2 m aangehouden. 
Hulpdiensten, zoals de brandweer, maken. in het geval zich er een ongeluk voordoet. gebruik van speciale voertuigen. Er zijn meer dan 400 camera's in de tunnel geïnstalleerd.